# Корат
Корат (англ. Korat, KOR)  — порода кішок, що виникла в Таїланді в провінції Корат і звідти поширилася у країні.

## Історія
На батьківщині цих кішок називають «si-souvat», що в перекладі означає «та, що приносить щастя», і цінують дуже високо. Їх вважають символом процвітання. Пара кішок, подарована молодятам, гарантує їм щастя й добробут. Сьогодні корат вважається національним надбанням Таїланду, і вивіз його обмежений. Уперше кората продемонстрували на виставці Національного котячого клубу кішок в Англії у 1896 році як сіамську кішку. Але інтерес до нової породи не виник. У 1959 році з Таїланду в США була вивезена пара кішок, які послужили вихідним матеріалом для розведення й поширення тварин. Уже до 1965 року порода була визнана всіма фелінологічними організаціями США. Сучасні корати, у порівнянні з іншими східними короткошерстими породами, збереглися ближче до вихідної форми. З США вони потрапили до Англії в 1972 році, а визнані як порода в 1975 році. У 1982 році порода визнана FIFE. До Франції перші корати потрапили в 1988 році. Тут був створений клуб любителів цієї породи під назвою «Європейська фелінологічна асоціація на захист кората». У виставкових тварин має бути документальне підтвердження їхнього походження від предків з Таїланду.
Порода залишається рідкісною. Найбільше поголів'я знаходиться в США, хоча корати зустрічаються в багатьох країнах світу.

## Розмноження
Кішки цієї породи досить плідні (до 9 кошенят), хоча в середньому в приплоді 4-5 кошенят. Народжуються кошенята майже з таким самим кольором шерсті, як у дорослих. Колір очей найчастіше буває жовтим або бурштиновим, але остаточний зелений колір очі набувають лише до 2-4 років.

## Характер і особливості фізіології
Корат — це ідеальна кішка для утримання у квартирі або в будинку без виходу назовні. За темпераментом корати спокійні й приязні. Вони грайливі, активні, ласкаві. Корат досить егоїстичний, ревнивий, дуже прив'язаний до господарів і не може обходитися довго без їхнього товариства. Голос подає рідко, навіть у період «тічки». Любить спокійну обстановку й спокійних людей. Під яскравими променями сонця колір кората з його переливами нагадує колір лаванди. Утримання кішок в умовах зі зниженою температурою може викликати ріст і збільшення довжини й густоти шерсті. Кішки чутливі до холоду, тому схильні до простудних захворювань.

## Зовнішній вигляд
Кішки породи корат — це тварини середніх розмірів, міцні, стрункі, сильні. Тіло з добре розвиненою мускулатурою, досить міцне, кремезне, низько посаджене. Груди широкі. Спина й поперек мускулясті. Спина трохи опукла. Кінцівки середньої довжини, пропорційні стосовно тулуба. Передні кінцівки трохи коротші, ніж задні. Лапи маленькі, овальні. Хвіст середньої довжини, товстий біля основи, з округлим кінчиком. Коти міцніші, ніж кішки.
Голова серцеподібна, широка біля основи. Лоб широкий, майже плаский. Щоки й підборіддя добре розвинені. Перехід від чола до носа плавний. Ніс короткий, на ньому є ледь помітний перелом (стоп). Верхня половина ніздрів заокруглена. Очі великі, круглі, опуклі, широко розставлені, дуже блискучі, яскраво-зелені. Зелений колір очей набуває повної яскравості після досягнення кішкою віку 3-4 років. Погляд прямий і уважний. Вуха — великі, широкі біля основи, трохи заокруглені, високо сидять на голові, вкриті зовні короткою густою шерстю. Внутрішній бік вуха трохи шерстистий. Шия довга.
Шерсть коротка, густа, шовковиста, як атлас, без підшерстя, тонка й гладка, прилягає до тіла. Дуже коротка й тонка на носі, задньому боці вух і лапах.

### Забарвлення
Корат повинен мати рівне сріблясто-блакитне забарвлення (мальтійське забарвлення), зі сріблястим крапом (надає блиску), без єдиної цятки або малюнка. Чим більше сріблястих відтінків, тим більше цінується кішка. Мочка носа темно-блакитна або блідо-лілова. Подушечки лап темно-блакитні або блідо-лілові з рожевим відтінком.

## Світлини

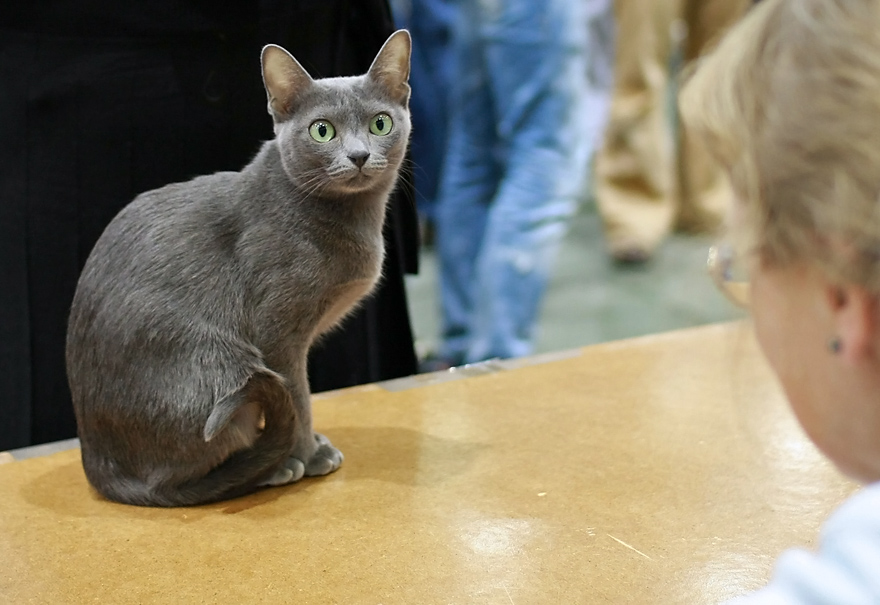
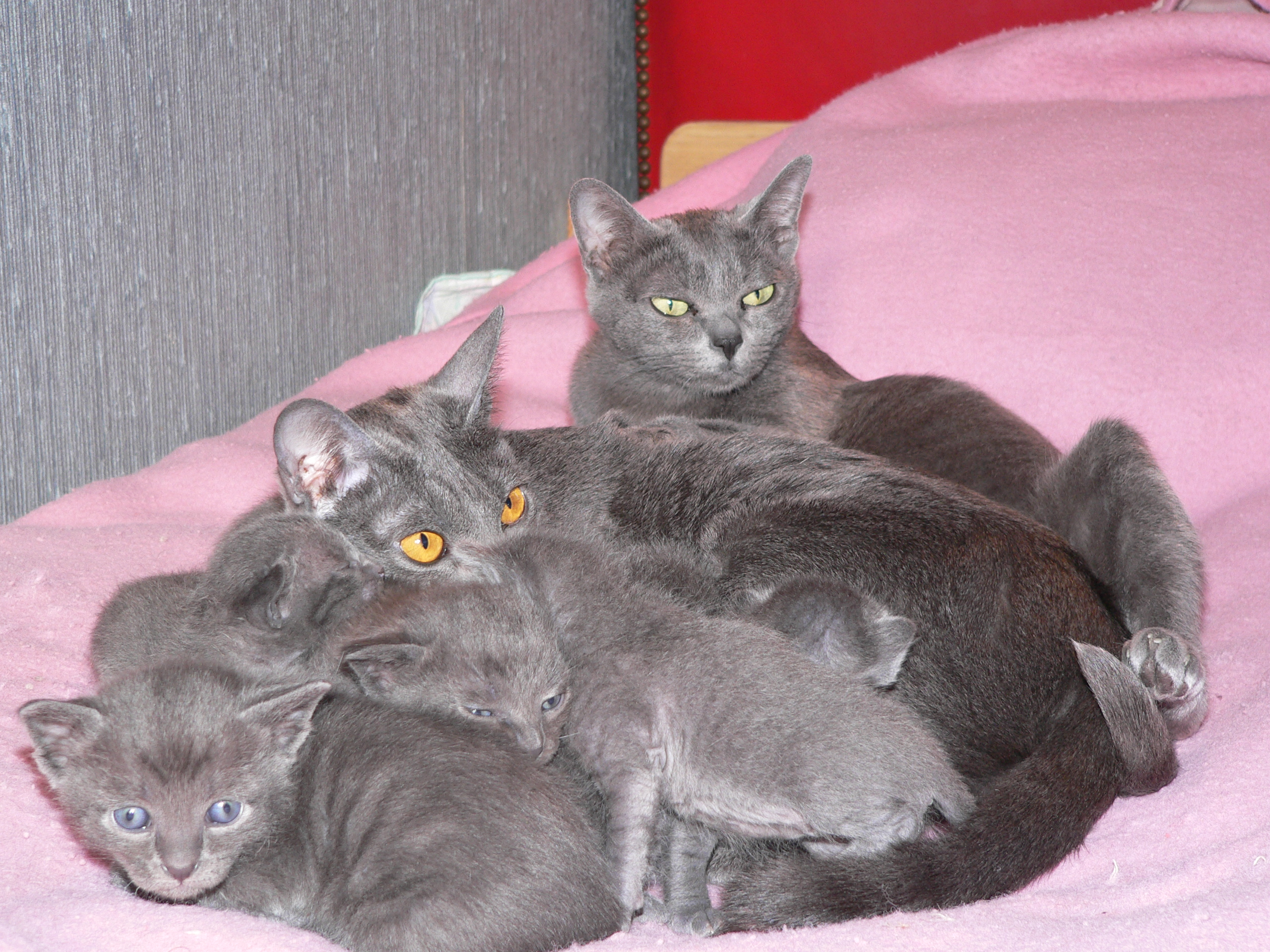
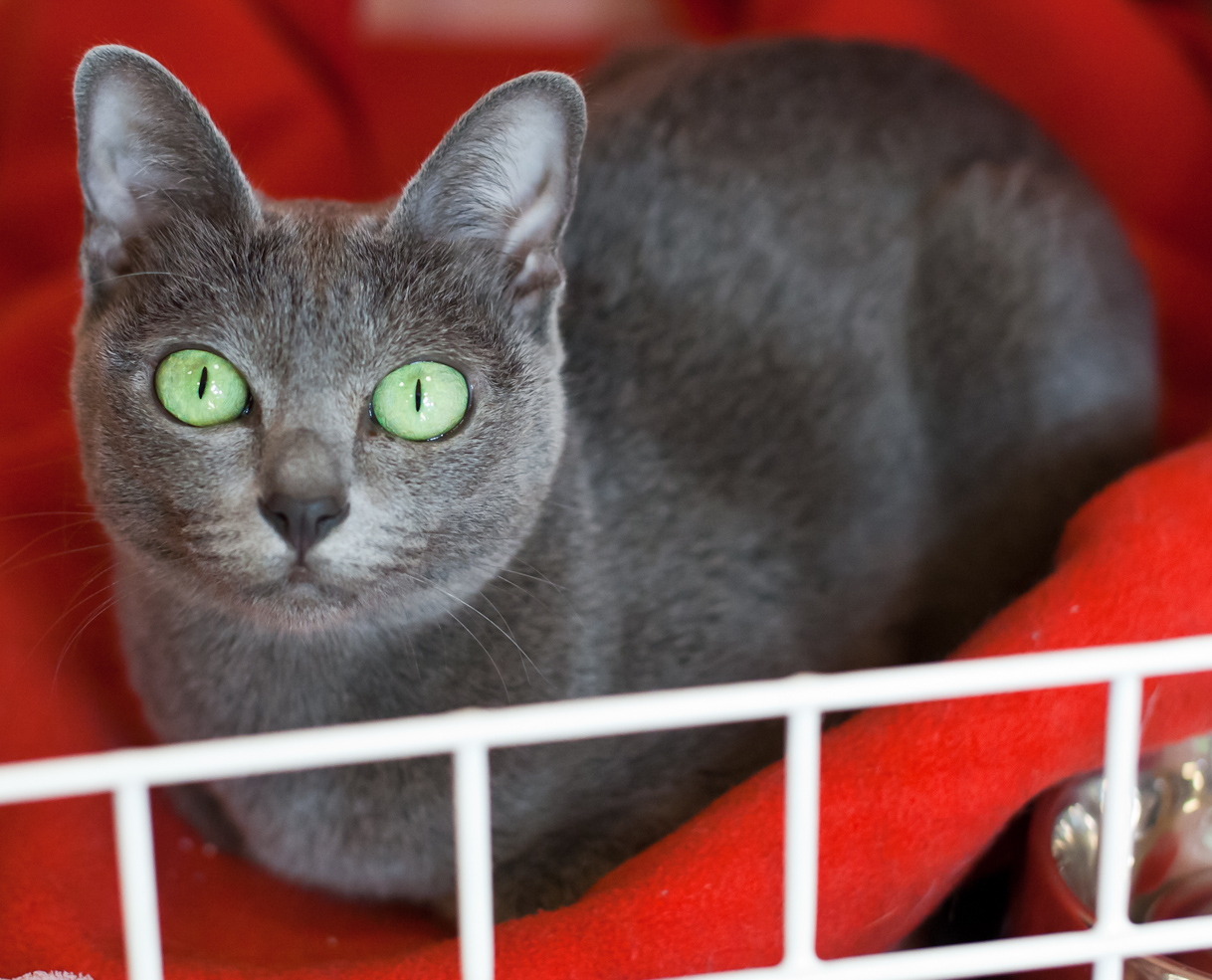
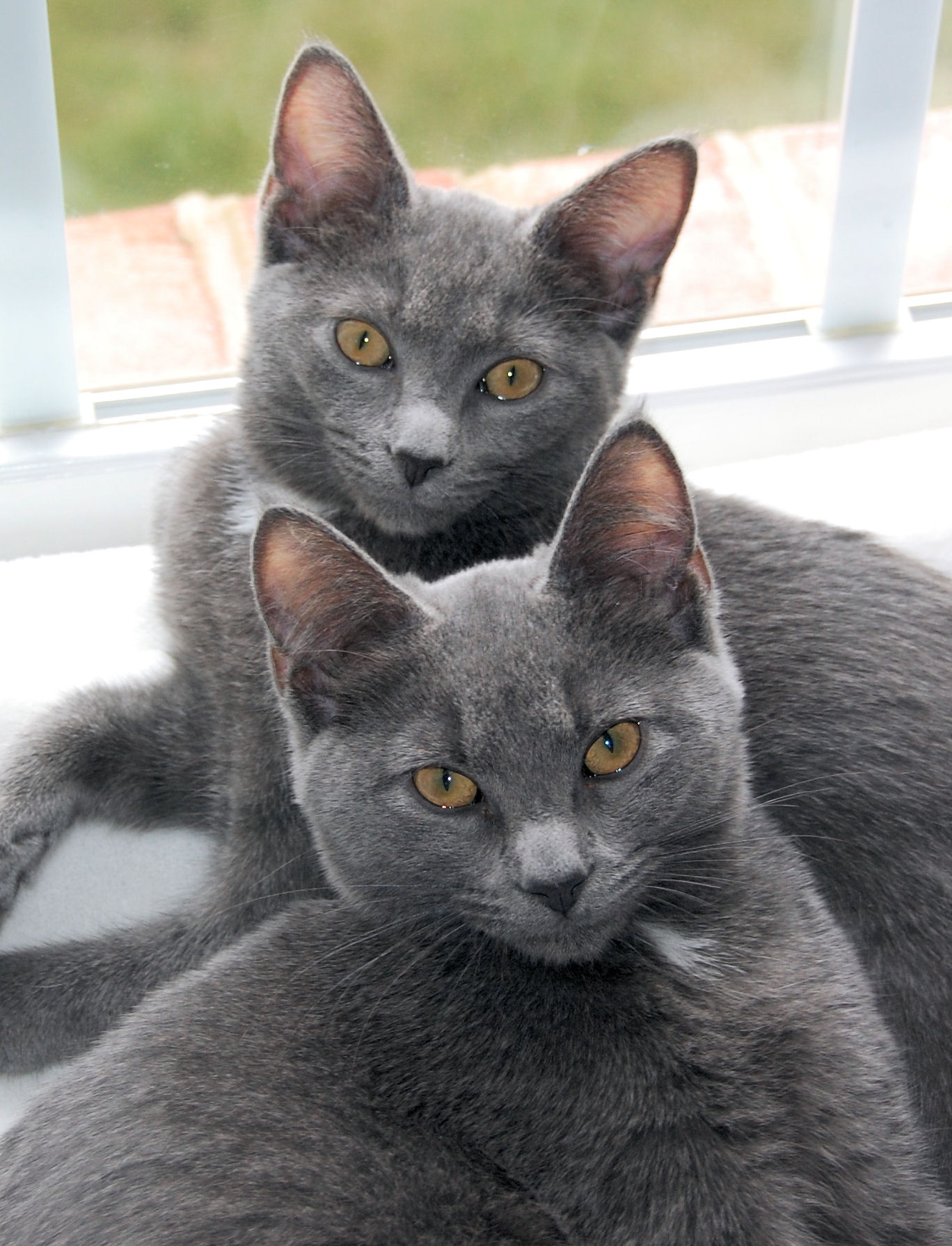
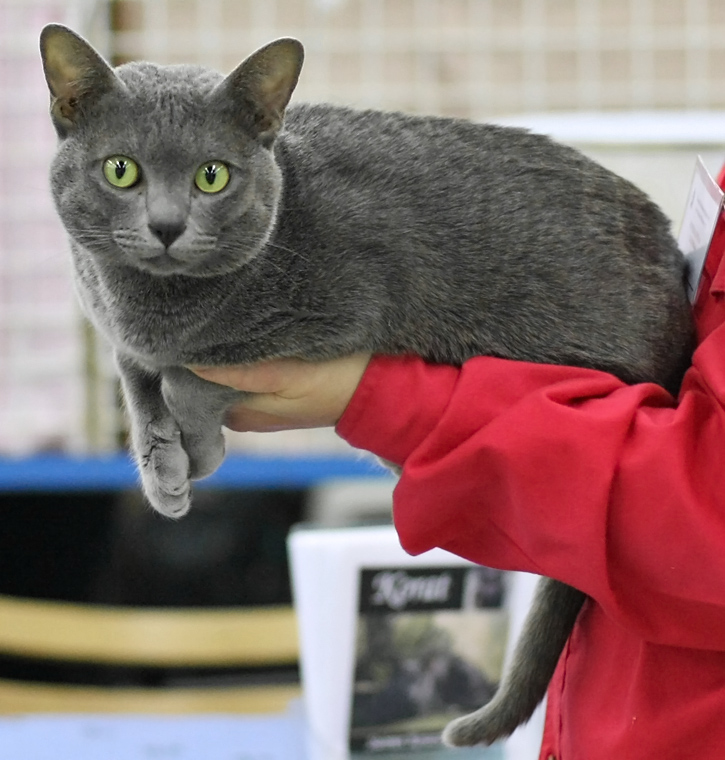
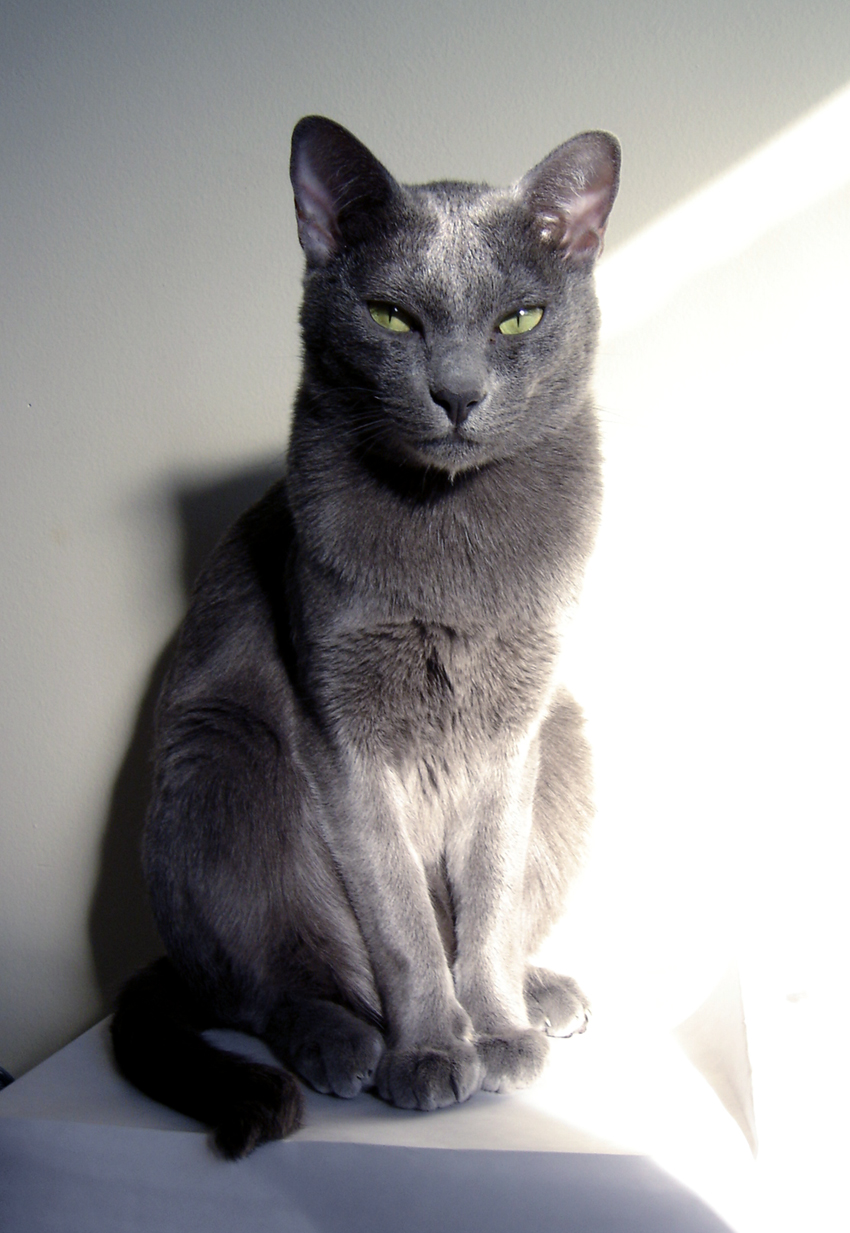